# Бодня Роман Сергійович
Роман Сергійович Бодня (нар. 21 червня 2001, Дніпропетровськ, Україна) — український футболіст, півзахисник футбольного клубу «Ребел».

## Кар'єра
Розпочинав грати у командах «Інтер» (Дніпропетровськ) і «Шахтар» (Донецьк). Вихованець ДЮФШ «Динамо» імені Валерія Лобановського. Виступав в командах «Динамо» (Київ) U-19 і U-21. Брав участь у матчах юнацької ліги УЄФА. Захищав кольори юнацьких збірних України.
На початку 2021 року на умовах оренди приєднався до одеського «Чорноморця». 7 травня 2021 року дебютував у складі одеської команди у грі 25-го туру чемпіонату України 2020/21 серед команд першої ліги «Миколаїв» — «Чорноморець» (Одеса).
Перед стартом 2021/22 сезону підписав повноцінний контракт з клубом «Минай», в складі якого дебютував в матчі кубка України «Альянс» (Липова Долина) — «Минай».
Влітку 2022 року став гравцем першолігової команди «Гірник-Спорт», а у липні 2023 року підписав контракт з першоліговим футбольним клубом «Буковина» (Чернівці).

## Досягнення
«Динамо U-19 / U-21»
- Переможець Юнацького чемпіонату України: 2018/19
- Переможець Молодіжного чемпіонату України (2): 2018/19, 2020/21

«Чорноморець»
- Срібний призер Першої ліги України: 2020/21

«Буковина»
- Півфіналіст кубка України: 2024/25

## Статистика
Станом на 1 липня 2025 року
| Турніри                | Матчі | Кількість забитих м'ячів |
| ---------------------- | ----- | ------------------------ |
| Національні            |       |                          |
| Перша ліга України     | 52    | 2                        |
| Кубок України          | 6     | 0                        |
| Всього                 | 58    | 2                        |
| Прем'єр-ліга (U-21)    | 23    | 2                        |
| Прем'єр-ліга (U-19)    | 41    | 2                        |
| ДЮФЛУ                  | 85    | 11                       |
| Всього                 | 149   | 15                       |
| Міжнародні             |       |                          |
| Юнацька ліга УЄФА      | 6     | 0                        |
| Юнацька збірна України | 21    | 0                        |
| Всього                 | 27    | 0                        |
| Всього за кар'єру      | 234   | 17                       |